# Г9
Групата на деветте (Г9) е съюз от европейски държави, които са се събирали периодично, за да обсъждат въпроси от взаимен общоевропейски интерес. Алиансът се сформира през 1965 г., когато деветте страни представят казус пред Организацията на обединените нации. Те са спонсори на Резолюция 2129, насърчаваща сътрудничеството между Изтока и Запада в Европа, която е единодушно приета от Общото събрание на ООН през декември 1965 г. Алиансът става Групата на десетте, когато Нидерландия се присъединява с парламентарно решение през 1967 г. След инвазията в Чехословакия през 1968 г. групата се опитва да помири различията си на среща, проведена в ООН през октомври 1969 г., но не успява и впоследствие се разпада. Всички държави членки, с изключение на разпадналата се Югославия, в момента са част от Европейския съюз.

## Членове
- Австрия
- Белгия
- България
- Дания
- Нидерландия
- Румъния
- Унгария
- Швеция
- Югославия[11][12]